# Sabatia bartramii
Sabatia bartramii är en gentianaväxtart som beskrevs av Robert Lynch Wilbur. Sabatia bartramii ingår i släktet Sabatia och familjen gentianaväxter. Inga underarter finns listade i Catalogue of Life.